# 今橋駅
今橋駅（いまばしえき）は、香川県高松市にある高松琴平電気鉄道志度線の駅である。駅番号はS01。駅舎は松島町一丁目、プラットホームは松福町一丁目にある。
IruCa取り扱い窓口がある。

## 駅構造
相対式2面2線の地上駅。右側通行となっている。途中下車指定駅。
のりば

| 乗り場 | 路線    | 方向 | 行先                   |
| ------ | ------- | ---- | ---------------------- |
| 1      | ■志度線 | 上り | 瓦町行                 |
| 2      | ■志度線 | 下り | 琴電屋島・琴電志度方面 |

### 直前駅出発通知
志度方面からの電車が直前の駅である松島二丁目を発車すると、『次の電車は松島二丁目を発車しました』との表示が1番乗り場において点灯する。
また瓦町方面からの電車が直前の駅に当る瓦町を発車すると、『次の電車は瓦町を発車しました』との表示が2番乗り場において点灯する。
駅名の部分だけ光る構造である。

## 利用状況
| 1日乗降人員推移 | 1日乗降人員推移 |
| 年度            | 1日平均人数     |
| --------------- | --------------- |
| 2011年          | 717             |
| 2012年          | 762             |
| 2013年          | 809             |
| 2014年          | 884             |
| 2015年          | 753             |
| 2016年          | 740             |
| 2017年          | 704             |
| 2018年          | 658             |

## 駅周辺
- 高野山讃岐別院
- たかまつミライエ
  - 高松市こども未来館
  - 高松市夢みらい図書館
  - 高松市平和記念館
  - 高松市男女共同参画センター
- 築地コミュニティセンター - 2010年に閉校した高松市立築地小学校跡。
- 松島町郵便局
- 香川県立高松商業高等学校
- 高松中央高等学校
- 高松競輪場
- 香川県立中央病院
- 国道11号
- 香川県農業協同組合塩上支店（旧高松市農業協同組合本店） - 2024年5月27日に旧松福支店（2015年に当支店に統合）跡地に新築移転。
- バーミヤン高松松島店
- 高知銀行高松支店
- 朝銀西信用組合香川支店
- 香川県高松合同庁舎
  - 香川県県税事務所
- 杣場川緑道
- 四国ガス高松支店
- マルナカ松福店
- 香川銀行通町支店
2020年1月14日、マルナカ松福店敷地内に移転。同時に福岡町支店をブランチインブランチ。
- 南海プライウッド本社
- ことでん今橋駅バス停

## 歴史
- 1911年11月18日 東讃電気軌道の駅として開業。今橋工場も同時に開設。
- 1916年12月25日 会社合併により四国水力電気の駅となる。
- 1942年4月30日 讃岐電鉄の駅となる。
- 1943年11月1日 会社合併により高松琴平電鉄志度線の駅となる。
- 1969年 今橋工場が一度閉鎖。かわりに瓦町駅構内に瓦町検車区設置。
- 1976年8月1日 当駅付近で正面衝突事故発生。
- 1978年 瓦町検車区が今橋工場跡に移転、今橋検車区となる。
- 2020年4月1日 終日無人化。
- 2020年7月1日 平日の7時15分から10時30分に限り駅員が再び配置される。

## その他
志度線の車両基地である今橋検車区と車両工場の今橋工場があり、志度線の車両の修理・点検がおこなわれている。
2020年3月31日までは終日有人駅であり、かつては定期券や回数券など各種乗車券の販売をしていたが、2005年2月2日のIruCa導入後、回数券は廃止され、定期券の発売も中止、「IruCa取扱い窓口」として、IruCaの発売、積み増しなどの業務を行っていたが、2020年4月1日より終日無人駅となり、2020年7月1日より平日の7時15分から10時30分に限り駅員が配置されている。

## 隣の駅
高松琴平電気鉄道
■志度線
瓦町駅（S00） - 今橋駅（S01） - 松島二丁目駅（S02）

## 画像

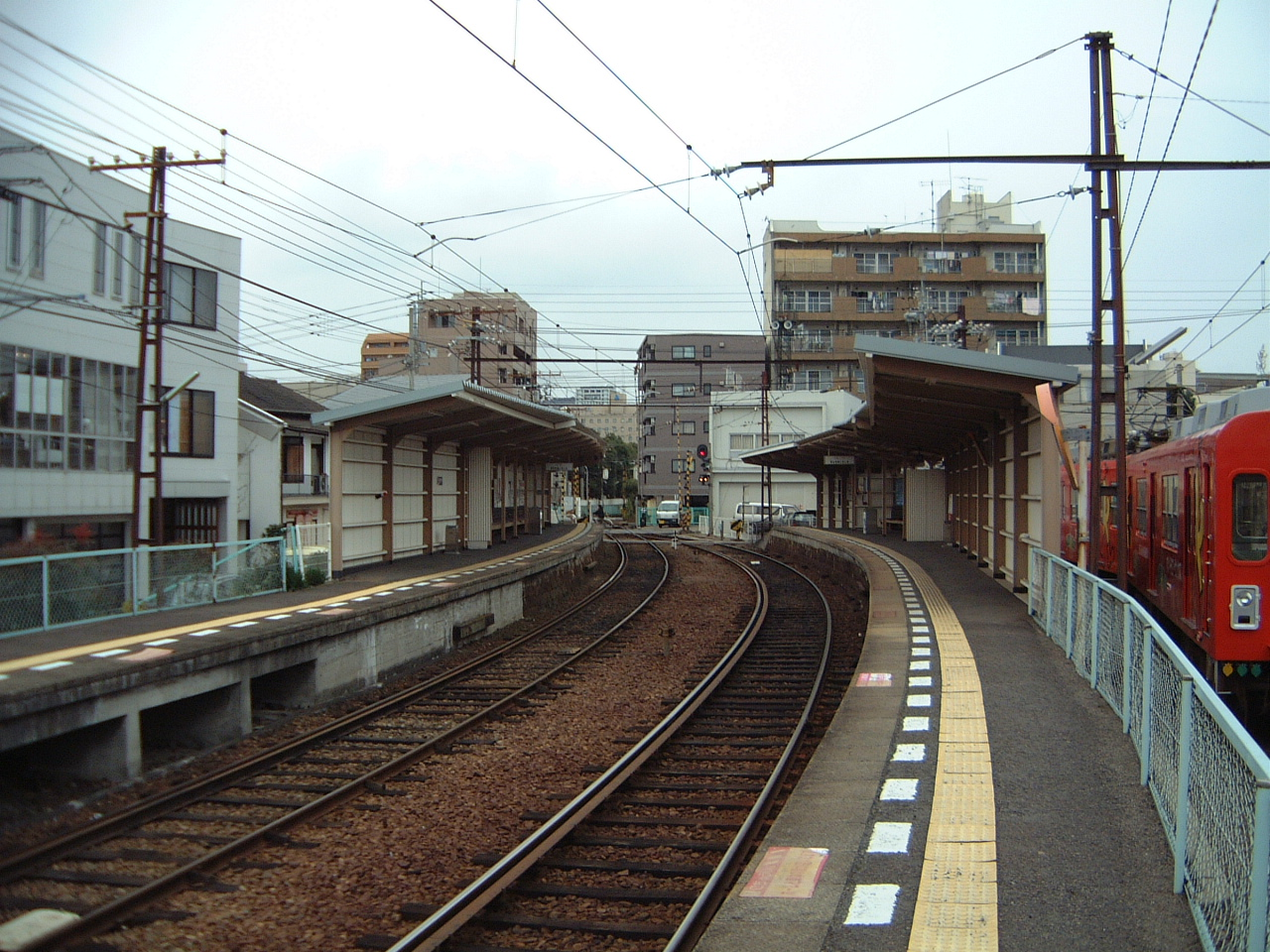
構内  松島二丁目方より　右は今橋検車区 (2006年1月)
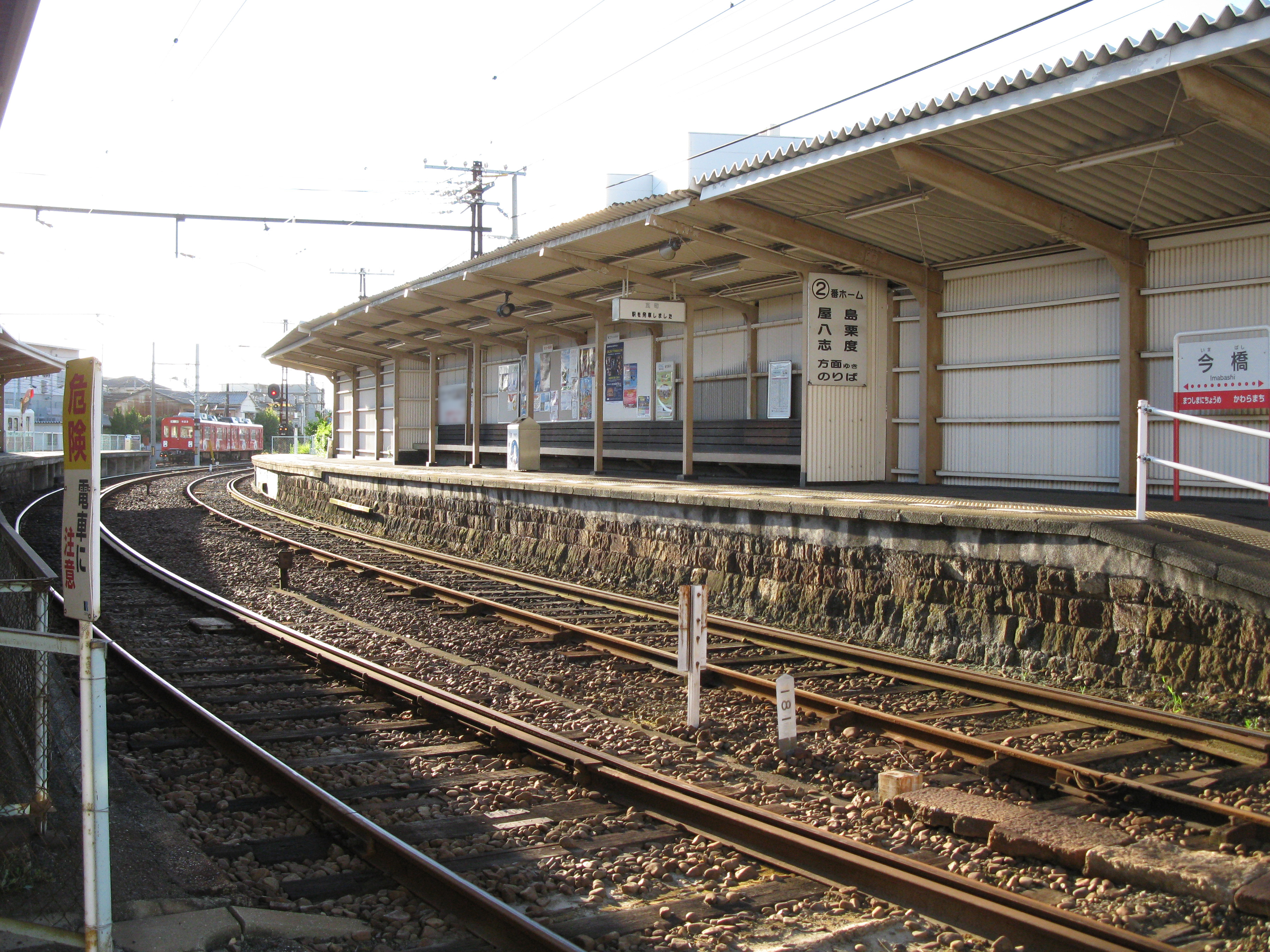
構内　瓦町方より(2010年8月)